# コルヴィル＝シュル＝メール
コルヴィル＝シュル＝メール （Colleville-sur-Mer）は、フランス、ノルマンディー地域圏、カルヴァドス県のコミューン。

## 由来
地名は、1080年と1082年にColevilla、Colivilla（年月日不詳）、1269年にCollevilla、13世紀にColeville sus la Merというつづりであったことが証明されている。

## 人口統計
2017年時点のコミューンの人口は175人で、2012年当時の人口より8.85%減少した
| 1962年 | 1968年 | 1975年 | 1982年 | 1990年 | 1999年 | 2006年 | 2011年 | 2017年 |
| ------ | ------ | ------ | ------ | ------ | ------ | ------ | ------ | ------ |
| 225    | 195    | 180    | 169    | 146    | 172    | 167    | 184    | 175    |

参照元:1962年から1999年までは複数コミューンに住所登録をする者の重複分を除いたもの。それ以降は当該コミューンの人口統計によるもの。1999年までEHESS/Cassini、2006年以降INSEE

## 史跡
- ノートル・ダム・ド・ラソンプション教会 - 12世紀から13世紀。1840年から歴史的記念物[9]。教会の鐘楼は、砲台に座標を伝えるドイツ兵が7人いる監視場所となっていたため、ノルマンディー上陸作戦中にアメリカ軍駆逐艦からの砲撃でほぼ完全に破壊された。再建は1946年から1951年までかかり、戦前の教会の外観を復元した。
- ノルマンディー米軍英霊墓地 - 血で染まったオマハ・ビーチを見下ろす丘の上に、1944年6月8日、第二次世界大戦時のアメリカ軍初の英霊墓地が建設された。9387名のアメリカ兵がこの軍英霊墓地で眠っている。この丘は、第1歩兵師団および第29歩兵師団が上陸した浜を見下ろす丘のうちの1か所である。

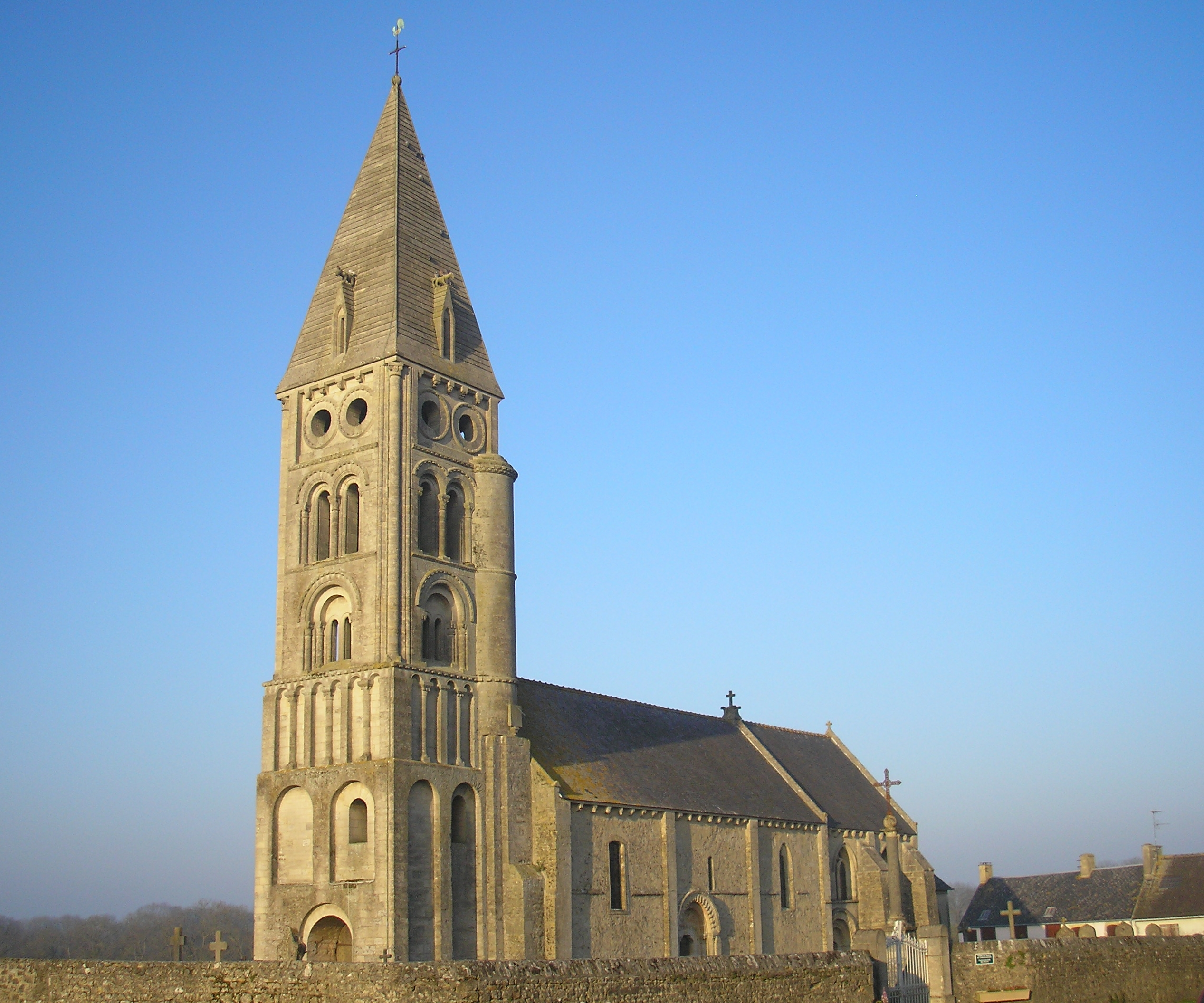
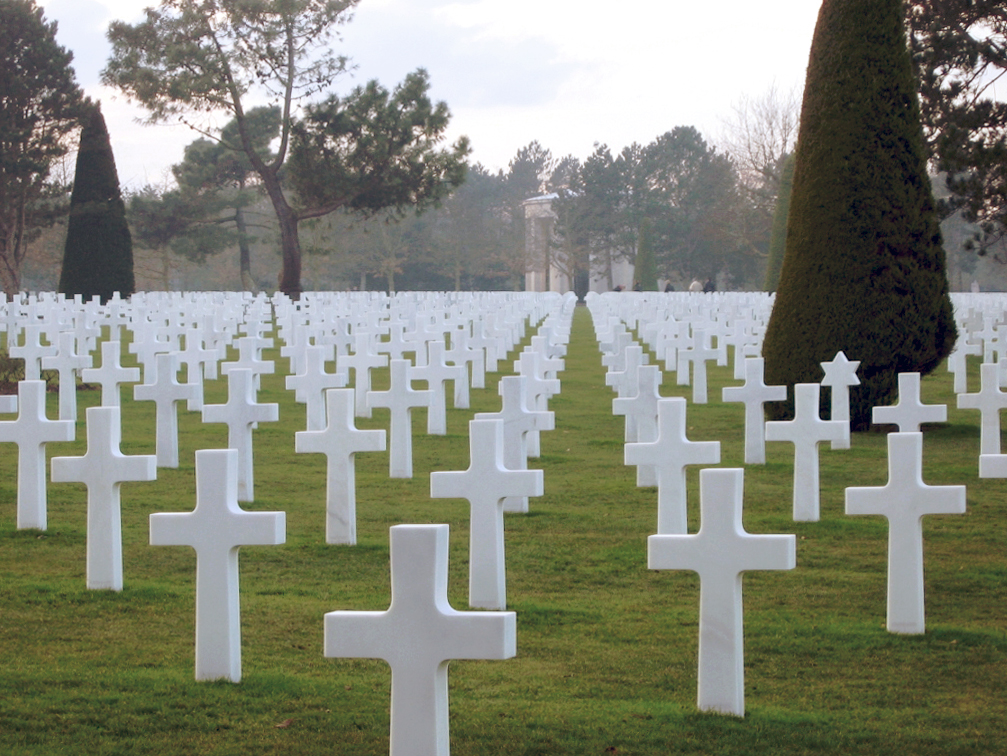
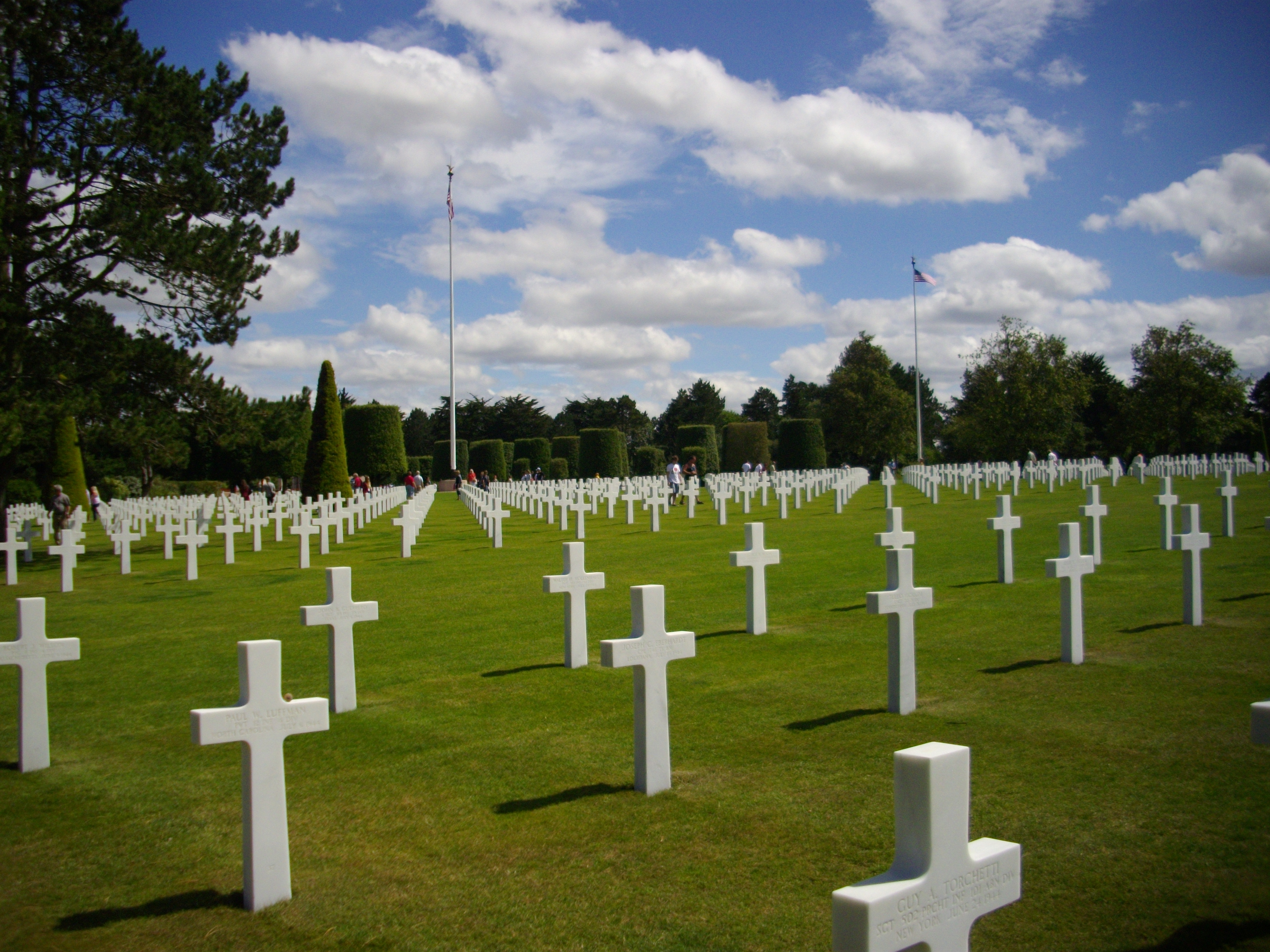
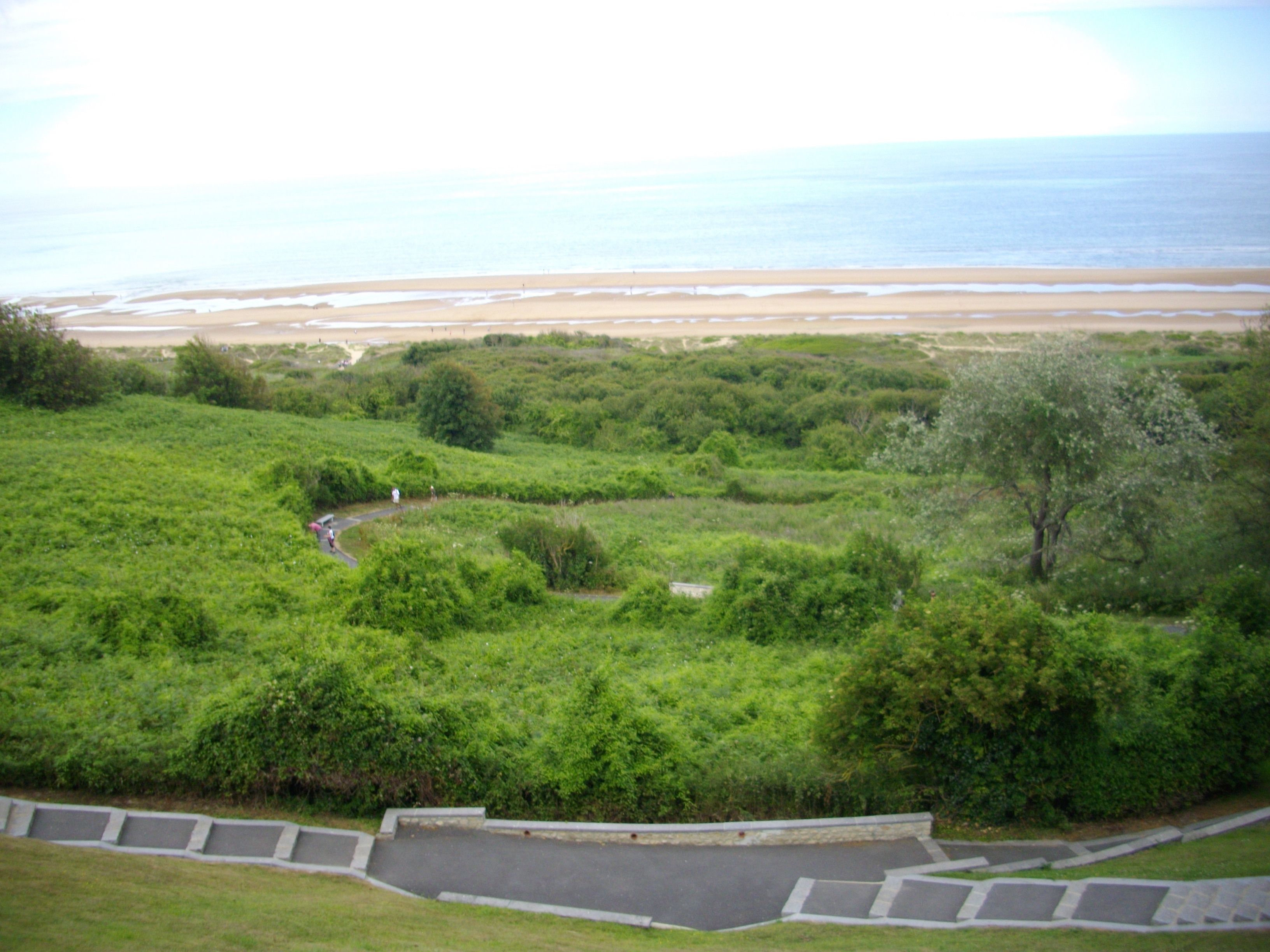